# Koning Willem II Stadion
Koning Willem II Stadion este un stadion din Tilburg, Olanda. Este stadionul echipei Willem II Tilburg. Acesta a fost denumit după regele Willem al II-lea al Țărilor de Jos, la fel și clubul din Tilburg. Arena are o capacitate de 14.617 de locuri.